# Уильямс, Эстер
Эстер Джейн Уильямс (англ. Esther Jane Williams; 8 августа 1921, Инглвуд — 6 июня 2013, Лос-Анджелес) — американская пловчиха, актриса и сценарист, звезда «водного мюзикла» 1940-х и 1950-х годов, получившая прозвище «Американская Русалка» и «Русалка Голливуда».

## Биография
Эстер Уильямс родилась 8 августа 1921 года в Инглвуде (Калифорния, США). Она была младшим ребёнком психолога Булы Миртл Гилпин и художника Луиса Стентона Уильямса. У неё двое старших братьев: Стэнтон и Дэвид, и две сестры: Джун и Морин. За несколько лет до её рождения семья переехала из Солт-Лейк-Сити в пригород Лос-Анджелеса, Инглвуд, так как её брату Стэнтону прочили актёрскую карьеру. Но он неожиданно умер в 1929 году в возрасте шестнадцати лет.

### Плавание
В подростковом возрасте Уильямс усиленно занималась плаванием, параллельно заканчивая школу Glendale High School. Выиграла три чемпионата США в 1939 году в Сиэтле, Вашингтоне и Майами в заплыве на 100 метров вольным стилем и брассом. В 1940 году она должна была войти в состав олимпийской сборной и участвовать в XII летних Олимпийских играх в Токио, но после начала в 1937 году второй японо-китайской войны Олимпийский комитет перенёс игры в Хельсинки, а с началом Второй мировой войны они были окончательно отменены.
Уильямс полагала, что её карьера в плавании закончена, однако известный в то время шоумен Билли Роуз, которому требовалась исполнительница в придуманном им представлении Aquacade, прочитал в журнале Life о молодой и привлекательной чемпионке США в заплыве на 100 метров вольным стилем и пригласил её принять участие в водных шоу Aquacade, которые проходили на ежегодных всемирных ярмарках, на пляжах Сан-Франциско. Это было первое знакомство Эстер Уильямс с шоу-бизнесом, и она не скрывала разочарования. Там встречалось и злоупотребление властью, и сексуальные домогательства, и нечестность агентов. Но водные шоу имели необыкновенный успех у зрителей и слухи о них дошли до Голливуда.

### Кинематографическая карьера

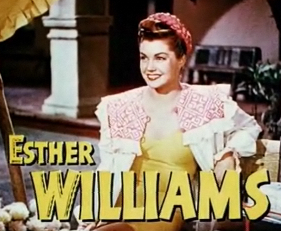
«Фиеста» (1947)

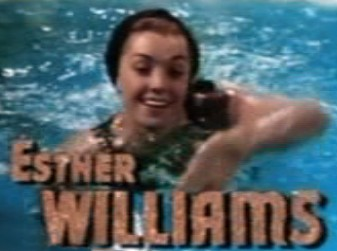
«Миллион долларов для русалки» (1952)

В киностудии Metro-Goldwyn-Mayer (MGM) отмечали растущий интерес в обществе к здоровому телу, хорошим формам и спорту, позволяющему их добиться. В 1940 году на студии 20th Century Fox был снят фильм «Серенада солнечной долины», в котором главную роль сыграла Соня Хени, чемпионка по фигурному катанию. Фильм имел большой успех.
Эстер Уильямс должна была стать продолжателем традиции спорта в кино. Это сулило зрительский успех и коммерческую прибыль. Но девушка вовсе не хотела быть кинозвездой. Кинокомпания смогла добиться её подписи под контрактом только спустя год уговоров. В первые месяцы на MGM она изучала манеры и ораторское искусство, брала уроки танцев и вокала.
Уильямс дебютировала в 1942 году в фильме «Двойная жизнь Энди Харди». Дебют оказался громким, и вскоре специально для неё был создан жанр «аквамюзикл», где основные вокально-хореографические номера исполнялись в воде. Публика была впечатлена. Уильямс получила прозвище «Русалка Америки».
Фактически, фильмы с участием Эстер Уильямс дали жизнь новому виду спорта — синхронному плаванью. Да и моду на купальники её картины определяют и сегодня.
Фильм «Безумства Зигфилда», в котором она сыграла саму себя, собрал более 5 миллионов долларов в кинопрокате, а в 1947 на Каннском кинофестивале фильм победил в категории музыкальная комедия.
Всего же Эстер Уильямс сыграла около 20 подобных ролей и завоевала несколько внеконкурсных наград — в рамках вручения премий «Золотой Глобус» и «Золотое Яблоко».
В 1954 году Эстер Уильямс участвовала в создании сценария для фильма «Афина».

### Личная жизнь
Со своим первым мужем Леонардом Ковнером Эстер Уильямс познакомилась в университете Лос-Анджелеса, где он изучал медицину. Позднее, она написала в автобиографии «он был умным, красивым, надежным… и скучным. Я уважала его интеллект, и его надежду на будущую карьеру в медицине. Он любил меня и даже попросил выйти за него замуж». Они поженились 27 июня 1940 года в Лос-Альтосе, пригороде Сан-Франциско. Уильямс тогда было восемнадцать лет. Этот брак продлился четыре года. В 1944 году они развелись.
Но уже через год Уильямс вновь была замужем. На этот раз её избранником стал вокалист Big Band Бен Гэйдж, позже известный и как актёр. Свадьба состоялась 25 ноября 1945 года. Через три года, 6 августа 1949 года родился их первенец Бенджамин Стэнтон Гэйдж. Прошло чуть больше года, и у маленького Бена появился младший брат, которого назвали Кимбэлл Остин. А ещё через три года, 1 октября 1953 года, в семье Гэйджев родилась и дочь, Сьюзен Тенни.
В 1959 году супруги развелись. В автобиографии Уильямс писала, что он пил и проматывал её заработки. А сама она в то время имела романтические отношения с актёрами Джефом Чендлером и Виктором Матуром.
31 декабря 1969 года она вышла замуж в третий раз. Её мужем стал аргентинский актёр Ламас, Фернандо. Вместе они прожили двенадцать лет. 8 октября 1982 года Ламаса не стало. Он умер от рака поджелудочной железы.
Через два года на Олимпийских играх в Лос-Анджелесе Уильямс познакомилась с Эдвардом Беллом. 24 октября 1994 года они поженились и жили в своём доме в Беверли-Хиллз вплоть до самой смерти актрисы.
В 1999 году была издана автобиография Эстер Уильямс «Русалка на миллион долларов» (англ. The Million Dollar Mermaid: An Autobiography), написанная ей совместно с Дигби Дилом.
В мае 2008 года в возрасте 57 лет умер сын Эстер Кимбэлл.
Эстер Уильямс скончалась в своём доме в Лос-Анджелесе 6 июня 2013 года в возрасте 91 года.

## Фильмография
| Год  |     | Русское название               | Оригинальное название        | Роль                      |
| ---- | --- | ------------------------------ | ---------------------------- | ------------------------- |
| 1942 | кор | Люди                           | Personalities                | Шейла Брукс               |
| 1942 | кор | Инфляция                       | Inflation                    | миссис Смит               |
| 1942 | ф   | Двойная жизнь Энди Харди       | Andy Hardy’s Double Life     | Шейла Брукс               |
| 1943 | ф   | Парень по имени Джо            | A Guy Named Joe              | Эллен Брайт               |
| 1943 | док | —                              | Sucker Bait                  | секретарь-шпионка         |
| 1944 | ф   | Прекрасная купальщица          | Bathing Beauty               | Кэролайн Брукс            |
| 1945 | ф   | Медовый месяц втроём           | Thrill of a Romance          | Синтия Гленн              |
| 1945 | ф   | Безумства Зигфелда             | Ziegfeld Follies             | в роли самой себя         |
| 1946 | ф   | Святой Гудлум                  | The Hoodlum Saint            | Кей Лоррисон              |
| 1946 | ф   | Легко жениться                 | Easy to Wed                  | Конни Алленбери Чендлер   |
| 1946 | ф   | Пока плывут облака             | Till the Clouds Roll By      | в роли самой себя         |
| 1947 | ф   | Фиеста                         | Fiesta                       | Мария Моралес             |
| 1947 | ф   | На этот раз насовсем           | This Time for Keeps          | Леонора «Нора» Камбаретти |
| 1948 | ф   | С тобой на острове             | On an Island with You        | Розалинд Рейнолдс         |
| 1949 | ф   | Возьми меня с собой на бейсбол | Take Me Out to the Ball Game | Кей Си Хиггинс            |
| 1949 | ф   | Дочь Нептуна                   | Neptune’s Daughter           | Ив Барретт                |
| 1950 | ф   | Герцогиня Айдахо               | Duchess of Idaho             | Кристин Ривертон Дункан   |
| 1950 | ф   | Языческая любовная песнь       | Pagan Love Song              | Мими Беннетт              |
| 1951 | ф   | Карнавал в Техасе              | Texas Carnival               | Дебби Телфорд             |
| 1951 | ф   | Кэллауэй пошел туда            | Callaway Went Thataway       | в роли самой себя         |
| 1952 | ф   | Привет, красотки!              | Skirts Ahoy!                 | Уитни Янг                 |
| 1952 | ф   | Миллион долларов для русалки   | Million Dollar Mermaid       | Аннетт Келлерман          |
| 1953 | ф   | Покорить Ла-Манш               | Dangerous When Wet           | Кейти Хиггинс             |
| 1953 | ф   | Легко любить                   | Easy to Love                 | Джули Халлертон           |
| 1955 | ф   | Возлюбленная Юпитера           | Jupiter’s Darling            | Амитис                    |
| 1955 | ф   | Нежный капкан                  | The Tender Trap              | актриса в телефильме      |
| 1956 | ф   | Неосторожность                 | The Unguarded Moment         | Луиз Конуэй               |
| 1957 | с   | Люкс-видео театр               | Lux Video Theatre            | Вики                      |
| 1958 | ф   | Холодный ветер в Эдеме         | Raw Wind in Eden             | Лора                      |
| 1960 | с   | Шоу Донны Рид                  | The Donna Reed Show          | Молли                     |
| 1960 | с   | Театр Зейна Грея               | Zane Grey Theater            | Сара Хармон               |
| 1961 | ф   | Большое шоу                    | The Big Show                 | Хиллари Аллен             |
| 1963 | ф   | Волшебный фонтан               | La fuente mágica             | Хиацинт Тауэр             |